# Frédéric Reclam

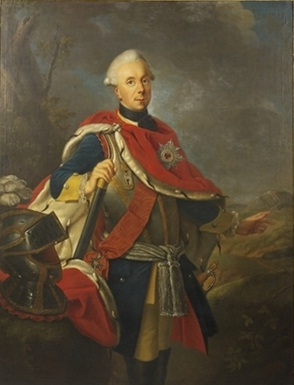
Frédéric Reclam: Prinz Heinrich von Preußen

Frédéric Reclam, auch Jean Frédéric Reclam, Jean Friedrich Reclam oder Friedrich Reclam (geboren am 10. Februar 1734 in Magdeburg; gestorben am 4. April 1774 in Berlin) war ein deutscher Maler und Radierer.

## Leben
Frédéric Reclam entstammte einer Hugenottenfamilie. Sein Vater war der Hofjuwelier Jean-François Reclam d. Ä., sein Bruder Jean-François Reclam d. J. arbeitete ebenfalls als Juwelier. Die Familie fertigte beispielsweise für König Friedrich II. kunstvoll gearbeitete Tabatieren.
In Berlin erlernte Frédéric Reclam das Malereihandwerk zunächst beim Hofmaler Antoine Pesne. Als Achtzehnjähriger ging er nach Paris, wo er beim Hofjuwelier Lempereur wohnte, dessen Sohn Jean-Denis Lempereur mit ihm gemeinsam zeichnete und Radierungen anfertigte. Reclam erhielt in Paris Unterricht bei dem Maler Jean-Baptiste Marie Pierre. Im März 1756 zeichnete ihn die Académie royale de peinture et de sculpture mit einem 3. Preis in der Modellklasse aus. Anschließend zog Reclam nach Rom, wo er zahlreiche Landschaftsdarstellungen im Stil von Hubert Robert schuf. Auch besuchte er Orte in der Umgebung, so etwa Tivoli.
1762 kam Reclam aus Rom zurück nach Berlin. Hier malte er einige Porträtbildnisse von Angehörigen des Hofes. Für Prinz Heinrich, den Bruder des Königs, arbeitete er in Schloss Rheinsberg. Auch für Prinz Ferdinand war er tätig. Zusammen mit seinem Freund, dem Maler Daniel Chodowiecki, wurde Reclam 1764 Mitglied der Preußischen Akademie der Künste.

## Werke (Auswahl)

### Gemälde
- Sophie Karoline Marie von Brandenburg-Bayreuth, Markgräfin, Jagdschloss Grunewald (GK I 349)
- Friedrich Wilhelm II. als Prinz von Preußen, Stiftung Preußische Schlösser und Gärten Berlin-Brandenburg (GK I 481)
- Königin Elisabeth Christine von Preußen (im Hintergrund Ansicht von Schloss Schönhausen), um 1765, Stiftung Preußische Schlösser und Gärten Berlin-Brandenburg  (GK I 51199)
- Prinz Heinrich von Preußen, Stiftung Preußische Schlösser und Gärten Berlin-Brandenburg (GK I 7526)
- Prinz Heinrich <der Jüngere> von Preußen (1747–1767), Stiftung Preußische Schlösser und Gärten Berlin-Brandenburg (GK I 3153)

### Zeichnungen
- Von Frédéric Reclam befinden sich mehrere Zeichnungen im Kupferstichkabinett Berlin. Hierzu gehören eine Reihe von Profilzeichnungen sowie Römische Ansichten. Die Hamburger Kunsthalle besitzt eine Ansicht des Kolosseums in Rom.[1]